# Активижън
„Активижън“ е американска компания – разпространител на компютърни игри, основана през 1979 г. в Санта Моника.
През юли 2008 г. компанията се слива с „Blizzard“, формирайки „Активижън Близард“. През юли 2013 г. „Активижън Близард“ се отделя от собствениците си „Vivendi“, превръщайки се в независима компания.
„Активижън“ са известни с множество поредици, включително и касовите „Call of Duty“, „Skylanders“ и „Guitar Hero“.

## История
Активижън бива основан през 1979 г. от четирима програмисти, част от Atari – Дейвид Крейн, Лари Каплан, Алън Милър и Боб Уайтхед. Те се отделят от Atari след конфликт, свързан с желанието на четиримата да получават авторски и лицензионни възнаграждения, а също така имената на създателите на игри да са изписани на видно място.
Активижън се заражда като един от първите независими разпространители на игри във времена, в които хардуерните разработчици на определена игрална система като Atari поемат ролята и на разпространители. Activision са пионери във включването на страница от упътванията към игрите, в която се разкриват подробности за историята на техните разработчици.
През 1988 година, Активижън започва диверсификация на дейността си. Корпоративното име на компанията бива сменено на Mediagenic, като започват да се разработват и бизнес приложения, освен игри.
През 1991 година, група инвеститори, водени от Робърт Котик успяват да придобият „Mediagenic“. Името на компанията е сменено обратно на Активижън, като компанията отново се концентрира изцяло върху електронните игри. Робърт Котик се превръща в изпълнителен директор на Activision.

## Activision Blizzard
През 2007 година бива обявено, че медийният гигант Vivendi ще придобие Activision. Сделката бива финализирана през юли 2008 година, като бива формирано дружеството Activision Blizzard (Blizzard са част от Vivendi през 2008 година).

## Отделяне от Vivendi
Activision Blizzard се отделя от Vivendi през юли 2013 година, превръщайки се в независима компания. Изпълнителен директор на компанията е Боби Котик, който има и най-голям дял акции от нея.

## Поредици
Активижън са известни като разпространители на множество игри. Най-популярните поредици включват:
- Call of Duty
- Quake (с изключение на Quake 1)
- Guitar Hero
- Skylanders
- Tony Hawk's Pro Skater
- Crash Bandicoot
- Prototype

Други популярни продукти, разпространявани от Активижън са:
- Doom 3
- Rome: Total War
- Pitfall!

През септември 2014 година се очаква в продажба новият франчайз на Активижън – Destiny. По официални данни Активижън са предвидили бюджет от над 500 милиона долара за играта в рамките на следващите години.